# Sunny Mabrey
Sunny Mabrey est une actrice américaine, née le 28 novembre 1975.

## Filmographie

### Cinéma
- 2002 : Le Nouveau : Courtney
- 2002 : A Midsummer Night's Rave : Mia
- 2004 : La Mutante 3 : Sara
- 2005 : xXx² : The Next Level : Charlie Mayweather
- 2005 : One Last Thing : Nikki Sinclair
- 2006 : Des Serpents dans l'Avion : Tiffany
- 2008 : Redirecting Eddie : Oliver's Boardwalk Women
- 2008 : San Saba : Claire
- 2009 : Un mariage presque parfait (Not Since You) : Victoria Gary
- 2010 : Repo : Jackie
- 2012 : The Child : Carina Freitag
- 2014 : Teacher of the Year : Kate Carter
- 2016 : Holiday Breakup : Spaghetti girl
- 2017 : Teleios : Iris Duncan
- 2020 : Une ode américaine : Bonnie
- 2023 : Walden de Mick Davis : Laurie Kane

### Télévision

#### Séries télévisées
- 1998 : LateLine (saison 1, épisode 3) : Inga
- 2002 : Angel (saison 3, épisode 12) : Alisson
- 2002 : Les Experts : Miami (saison 2, épisode 10) : Celine Wilcox
- 2005 : Dr House (saison 1, épisode 14) : Jenny
- 2006 : Windfall (saison 1, épisode 4) : Jill
- 2007 : FBI : Portés disparus (saison 6, épisode 8) : Keira Jennings
- 2008 : Monk (saison 6, épisode 11) : Sally
- 2008 : Desperate Housewives (saison 4, épisode 14) : Marisa Mayer
- 2009 : Leçons sur le mariage (saison 3, épisode 13) : Erika
- 2009 : Mad Men (saison 3, épisode 1) : Shelly
- 2010 : Memphis Beat (saison 1, épisodes 2, 3 & 4) : Alexandra
- 2012 : US Marshals (saison 5, épisode 4) : Stacy Arnett / Stacy Wilson
- 2012 : The Closer : L.A. enquêtes prioritaires (saison 7, épisode 17) : Audrey Rangel
- 2012 : Vegas (saison 1, épisode 1) : Jodie Kent
- 2013 : The Client List (saison 2, épisodes 4, 6, 8 & 11) : Lisa Munsey
- 2013 : The Glades (saison 4, épisode 8) : Cindy Pavlin
- 2014 : Once Upon a Time (saison 3, épisodes 19 & 20) : Glinda
- 2014 : SHFTY: Super Happy Fun Time, Yay! (saison 1, épisodes 2 & 3) : Prostituée russe / Gwenda
- 2014 : Llama Cop (saison 1, épisode 5) : Irina Foley
- 2014 : Reckless (saison 1, épisode 2) : Cathy Benjamin
- 2015 : Parental Indiscretion (saison 1, épisode 5) : Eilzabeth
- 2016 : Still the King (saison 1, épisodes 5 & 11) : Allison
- 2016 : MacGyver (saison 5, épisode 1) : Becker
- 2017 : A Bunch of Dicks (mini-série) : Billie
- 2017 : Flynn Carson et les Nouveaux Aventuriers (saison 4, épisode 2) : Fortuna
- 2017 : Typical Rick (saison 2, épisode 4) : Annabelle
- 2017 : In the Rough : Holly Sanders

#### Téléfilms
- 2007 : Vol 732 : Terreur en plein ciel (Final Approach) : Sela Jameson
- 2012 : Seconde chance pour une romance (Holiday High School Reunion) : Tory
- 2013 : Régime fatal (The Trainer) : Alex Sullivan
- 2017 : Traquée par mon mari (Escaping Dad) : Erin
- 2018 : Effroyable invitée (Almost Perfect) : Stella Marshall
- 2018 : La mort t'ira si bien... (The Wrong Patient) : Dr Katie Jones
- 2019 : Une famille en cadeau (Christmas at Graceland: Home for the Holidays) d'Eric Close : Maggie Ellis
- 2021 : Vengeance sous les tropiques (Girls Getaway Gone Wrong) de Stacia Crawford : Elizabeth

### Courts métrage
- 2009 : Pet Peeves : Clair
- 2015 : Lyin' Ryan : Mrs Lyin'
- 2014 : Llama Cop : Irina Foley
- 2014 : Just Girly Things
- 2014 : The Massage with Nick Swardson
- 2017 : Ding Dong Ditch
- 2018 : Wild Nothing : Suzanne